# Halo Wars
Halo Wars è un videogioco strategico in tempo reale del 2009, sviluppato da Ensemble Studios e pubblicato da Microsoft Game Studios per Xbox 360 e Microsoft Windows. Si tratta di uno spin-off della fortunata saga di videogiochi Halo che, a livello cronologico, si colloca prima degli eventi narrati in Halo: Combat Evolved.
Uscito in Australia e in Giappone il 26 febbraio 2009, in Europa il 27 febbraio e in Nord America il 3 marzo, il gioco si concentra sugli eventi avvenuti a bordo dell'incrociatore spaziale Spirit of Fire, guidato da umani, mentre è intento a impedire che un'antica flotta di navi cada nelle mani dell'alleanza di razze aliene nota come Covenant.
Halo Wars è stato presentato all'evento videoludico X06 dedicato al mondo Xbox nel 2006. Ensemble ha progettato il gioco specificamente per il controller Xbox 360, nel tentativo di aggirare i problemi presenti nei precedenti titoli relativi a giochi di strategia in tempo reale coniati per console. La sviluppatrice Ensemble è stata chiusa da Microsoft prima dell'uscita del gioco, ma subito più tardi ha visto la luce la Robot Entertainment, fondata da molti degli ex dipendenti di Ensemble; questa nuova azienda ha continuato a supportare Halo Wars con aggiornamenti e contenuti scaricabili.
Halo Wars ha ricevuto recensioni generalmente positive, con i critici che hanno elogiato la qualità dei filmati riprodotti nel corso della storia, l'attenzione ai dettagli nella replica dell'universo di Halo e lo schema di controllo intuitivo. Le principali critiche hanno riguardato invece l'assenza di una campagna da poter giocare con la fazione aliena e la mancanza di opzioni strategiche da poter eseguire durante il gioco. In particolare, gli autori di GameSpot e USA Today hanno sottolineato come i giocatori esperti di RTS avrebbero trovato superficiali alcuni aspetti insiti nel titolo. Halo Wars ha fatto registrare la vendita di oltre un milione di copie in tutto il mondo fino a marzo 2009, numero che lo ha reso il videogioco strategico in tempo reale più venduto di sempre. Una versione migliorata del gioco, Halo Wars: Definitive Edition, è uscita per Windows e Xbox One nel dicembre del 2016. Inoltre, Halo Wars 2, un sequel sviluppato e curato da 343 Industries e Creative Assembly, è uscito a febbraio 2017.

## Trama

### Ambientazione
Halo Wars si svolge nell'universo fantascientifico della serie Halo, durante il XXVI secolo. Nel 2525, un'alleanza di razze aliene nota come Covenant attaccò l'umanità, dichiarando gli esseri umani un affronto agli dei da loro venerati, i Precursori. Il gioco si svolge nel 2531, circa 20 anni prima degli eventi narrati in Halo: Combat Evolved. Anni dopo che i Covenant hanno invaso la colonia di Harvest, l'organizzazione terrestre dell'UNSC risulta ancora impegnata in battaglia sulla superficie del pianeta.

### Storia
La Spirit of Fire viene inviata su Harvest, un pianeta martoriato dalla guerra, per indagare sulle attività localmente compiute dai Covenant. Qui Cutter scopre che gli alieni hanno scavato qualcosa nei pressi del polo settentrionale del pianeta. Quando l'avamposto principale dell'UNSC su Harvest viene perduto, il comandante della Spirit of Fire ordina a Forge di riprenderne possesso. Subito dopo, Forge esplora gli scavi Covenant e scopre che essi, sotto la direzione dell'Arbiter, hanno scoperto una struttura realizzata dai Precursori. Le truppe di Forge sconfiggono le forze ostili prima che possano distruggere l'installazione. Anders, giunta sul posto con dei rinforzi al seguito, comprende che la struttura non è altro che una mappa interstellare e riconosce una serie di coordinate che puntano alla colonia umana di Arcadia.
Dopo aver abbandonato la struttura, la Spirit of Fire si reca nella meta appena indicata, dove i Covenant hanno iniziato a fare irruzione nelle città locali e a massacrare i civili. Forge contatta le forze speciali locali Spartan e fornisce assistenza durante il processo di evacuazione. Le truppe dell'UNSC scoprono che i Covenant hanno generato un gigantesco scudo energetico al fine di occultare la costruzione di una gigantesca super-arma Scarab e le loro attività di ricerca nelle rovine dei Precursori situate nell'area. Grazie a un brillante stratagemma, le forze dell'UNSC riescono a sbarazzarsi dello Scarab e a comprendere cosa i Covenant stessero tramando. L'Arbiter rapisce Anders durante un'operazione di salvataggio e fugge dal pianeta, con la Spirit of Fire costretta all'inseguimento.
Il segnale di Anders conduce a un pianeta inesplorato localizzato in un altro sistema stellare. La superficie del pianeta è infestata dal parassita Flood, il quale attacca e assimila ogni essere di vita senziente che incontra. La Spirit of Fire attiva inavvertitamente una stazione di servizio dei Precursori e finisce risucchiata all'interno del pianeta, evento che consente di scoprire che il guscio interno è vuoto e abitabile perché artificiale, con tanto di sole in miniatura. Nel frattempo, si scopre che il piano dei Covenant risulta quello di attivare una flotta dormiente di astronavi Precursori altamente avanzate all'interno dell'installazione e sfruttarle per portare all'estinzione l'umanità.
Mentre le navi dei Precursori vengono attivate, Anders, ancora prigioniera, scappa attraverso un dispositivo di teletrasporto e viene salvata da Forge. A quel punto, Cutter decide di distruggere la flotta dei Precursori piuttosto che permettere ai Covenant di usarla. Anders formula un piano per far esplodere il motore più veloce della nave nel sole del pianeta, in quanto consapevole che l'esplosione potrebbe innescare una supernova. Prima che possano preparare il reattore, Forge e gli Spartan cadono in un'imboscata ordita dall'Arbiter e dagli élite, la razza a cui appartiene anch'egli. Gli Spartan riescono a prevalere sugli alieni e Forge uccide l'Arbiter. Tuttavia, il reattore viene danneggiato durante il combattimento, rendendo necessaria una detonazione manuale. Forge si propone volontario per portare a termine tale missione suicida, confidando agli Spartan che essi sarebbero stati necessari nel prosieguo delle ostilità. La Spirit of Fire inizia la sua fuga proprio mentre Forge sovraccarica il reattore, distruggendo con successo la flotta e il mondo dei Precursori. Priva della possibilità di viaggiare oltre la velocità della luce, l'astronave umana rimane alla deriva nello spazio. Ignari di quanto avrebbero dovuto vagare senza destinazione, l'equipaggio entra in sonno criogenico, mentre Cutter dà un'ultima occhiata al tubo crionico vuoto di Forge. Se il gioco viene completato in modalità di difficoltà "Leggendaria", Serina sveglia Cutter e gli comunica che «è successo qualcosa».

## Personaggi
Il comandante della nave da guerra UNSC Spirit of Fire è il capitano James Cutter, un leader forte che si è guadagnato l'ammirazione dei suoi subordinati grazie alla sua dedizione. La mancanza di ambizione politica da parte di Cutter gli impedisce di scalare ulteriormente la gerarchia militare. Al servizio di Cutter vi è tra gli altri il sergente John Forge, un marine dalla personalità complessa la cui devozione ai suoi uomini lo ha portato a essere incarcerato due volte per aver trasgredito agli ordini e aver tenuto una condotta non conforme al regolamento interno. A unirsi alla spedizione militare della Spirit of Fire vi è anche la professoressa Ellen Anders, una scienziata interessata alle antiche rovine dei misteriosi Precursori. La Spirit of Fire è gestita con l'aiuto di Serina, una super intelligenza artificiale con un senso dell'umorismo sardonico. A guidare la ricerca della tecnologia dei Precursori è un guerriero particolarmente vigoroso e perseverante noto come Arbiter, a cui i leader dei Covenant, i Profeti Gerarchi, hanno affidato il compito di portare a termine la distruzione dell'umanità.

## Modalità di gioco
Halo Wars è un videogioco strategico in tempo reale (dall'inglese real-time strategy o, in acronimo, RTS) sviluppato esclusivamente per la console Xbox 360, in cui i giocatori impartiscono ordini alle loro unità beneficando di una visuale aerea del campo di battaglia. Il gioco si concentra sul combattimento militare, ma riguarda pure una gestione semplificata delle risorse e la costruzione di strutture di base. Progettato tenendo come punto di riferimento il controller Xbox 360, mentre i comandi quali A, B, X e Y hanno una loro funzione nel corso delle battaglie, così come il d-pad e la levetta analogica destra che regola l'angolazione della telecamera, esiste un menù radiale utilizzato per la costruzione della propria roccaforte.
Halo Wars presenta una campagna militare che può essere giocata sia in singolo che in maniera cooperativa tramite il servizio Xbox Live. Una modalità multigiocatore priva di trama, sotto il nome di "schermaglia", consente ai giocatori di competere contro avversari reali o controllati dal computer nelle varie mappe a disposizione. Il gioco presenta due fazioni controllabili dal giocatore, ovvero quella umana con l'UNSC (acronimo che sta per United Nations Space Command) e con il Capitano Cutter, il Sergente Forge o la Professoressa Anders come leader disponibili e quella aliena dei Covenant con il Profeta del Rimoso, l'Arbiter o il Comandante Brute. Ogni fazione ha a disposizione diverse unità, punti di forza e abilità speciali divergenti. È la selezione del leader a consentire l'uso di unità e potenziamenti specifici durante le partite. Mentre i leader Covenant appaiono sul campo di battaglia sotto forma di unità controllabili, ciò non avviene per gli umani.
Il bilanciamento in combattimento di Halo Wars si basa, per esplicita ammissione degli sviluppatori, su quello della «morra cinese». In generale, i veicoli di terra sono efficaci in combattimento contro la fanteria, la fanteria è efficace contro i mezzi aerei e questi ultimi sono efficaci contro i veicoli. La maggior parte delle unità vanta abilità speciali uniche, come nel caso del lancio delle granate da parte dei marines e dell'opzione "Ariete" disponibile per il veicolo "Warthog" con cui investire i nemici. Gli umani hanno accesso alla loro nave, la Spirit of Fire, e alle sue abilità speciali, tra cui un potente cannone di Gauss chiamato M.A.C. (Cannone acceleratore magnetico). Sebbene una singola unità Covenant sia leggermente più debole delle controparti UNSC, la disparità è stata sanata grazie alla maggiore economicità di alcuni potenziamenti e alla possibilità di ricorrere a dei generatori di scudi difensivi per rafforzare le difese di alcuni veicoli e delle basi. I giocatori danno vita ai propri eserciti costruendo ed espandendo dei propri quartier generali funzionali ad addestrare unità e allocare risorse alla ricerca di potenziamenti e migliori tecnologie. Esiste un numero limitato di punti in cui poter costruire delle basi su ogni scenario o mappa, ragion per cui la fortificazione e la difesa delle proprie strutture di riferimento assumono un valore prioritario. La sconfitta di un giocatore avviene quando tutte le sue basi vengono distrutte, a meno che non riesca a riedificarne una in tempo rapido altrove e sempre che abbia a disposizione le risorse necessarie. In via ulteriore, per surclassare l'avversario occorre neutralizzare la totalità del suo esercito.
Le unità vengono addestrate, gli edifici potenziati e le abilità speciali attivate utilizzando risorse note come "rifornimenti". I giocatori possono trovare questi ultimi sul campo di battaglia o generarli costruendo delle apposite strutture di rifornimento nei propri quartier generali. Un numero maggiore di questi edifici produce più rifornimenti. Alcune strutture e potenziamenti diventano disponibili solo dopo che il giocatore ha raggiunto un certo "livello tecnologico". L'UNSC può raggiungere livelli tecnologici superiori attraverso la costruzione di reattori, con alcune facoltà che si sbloccano solo raggiungendo il livello quattro; i Covenant si distinguono invece per la presenza di un unico edificio, il tempio, il quale consente tre potenziamenti, il cui costo è progressivamente più elevato, del livello tecnologico. La distruzione di un tempio comporta la perdita di tutta la tecnologia fino alla riedificazione della struttura rasa al suolo. Ogni base ha una quantità di spazio limitata, motivo per cui i giocatori devono bilanciare le proprie risorse edifici con altre strutture, come quelle utilizzate per creare unità militari. Il numero di truppe schierabili risulta limitato, malgrado un potenziamento disponibile per entrambe le fazioni ne aumenti leggermente il totale.

## Sviluppo

### Progettazione
La Bungie, nata come azienda sviluppatrice di giochi per computer, concepì Halo: Combat Evolved alla stregua di un gioco di strategia in tempo reale in cui i giocatori avrebbero dovuto controllare unità e veicoli in un ambiente tridimensionale. La Microsoft acquisì la Bungie nel 2000 e si accodò all'ipotesi di convertire il gioco in uno sparatutto in prima persona e in un titolo disponibile esclusivamente sulla console Xbox. La Bungie curò la produzione dei due capitoli successivi della saga, Halo 2 nel 2004 e Halo 3 nel 2007, prima di separarsi da Microsoft e diventare di nuovo una società indipendente. Malgrado Bungie rimase libera di produrre nuovi titoli, i diritti di Halo restarono in capo a Microsoft. Shane Kim, figura apicale della Microsoft Game Studios, dichiarò durante l'annuncio della neonata divisione: «Il nostro intento è continuare a investire sul titolo [Halo] e farlo crescere».
Nel 2004, la Ensemble Studios, già al tempo acquisita dal gruppo Microsoft, la quale aveva lavorato alla serie di videogiochi strategici Age of Empires, iniziò ad avviare le operazioni per il gioco che sarebbe diventato Halo Wars. Lo studio confermò nell'aprile 2006 che stava lavorando su uno RTS che avrebbe funzionato su console, con il CEO Tony Goodman che dichiarò: «In realtà abbiamo trascorso un anno intero soltanto per cercare di immaginare come avrebbero funzionato i controlli di un joystick su un gioco RTS». Senza rivelarne il titolo, Goodman descrisse il gioco come «più breve e più intenso» dei loro progetti precedenti.
Halo Wars non era stato pensato in origine come un titolo della serie Halo. Ensemble trascorse dai 12 ai 18 mesi lavorando sullo schema di controllo, utilizzando il motore di Age of Mythology. Il team di sviluppo hackerò un'espansione di quest'ultimo titolo, The Titans, sfruttandola quale prototipo idoneo per sperimentare. Con il passare del tempo, la Ensemble si rese conto che gestire le risorse, le unità e gli edifici di Age of Mythology risultava troppo difficile per il controller della console. Jason Pace, il produttore principale di Microsoft Game Studio, affermò nel corso di un'intervista al New Zealand Herald: «La risposta [alla creazione di un gioco di strategia in stile PC per una console] è in realtà insita nella domanda. È qualcosa che crediamo abbia impedito ai giochi di strategia di avere successo sulla console: detto in maniera semplice, non puoi effettuare una trasposizione accettabile dal PC alla console, in quanto la meccanica di gioco fondamentale è legata ai dispositivi di input del mouse e della tastiera. Non si tratta soltanto di modificare lo schema di controllo affinché esso risulti compatibile con il gamepad: è invece necessario adattare la meccanica strategica sottostante perché il nuovo dispositivo di input abbia un senso». Il senior designer Justin Rouse affermò che il team tenne in grande considerazione le scoperte che aveva fatto, selezionando solo pochi elementi per «costruire da zero ciò di cui abbiamo bisogno: le basi, il nucleo di un gioco di strategia». Con l'obiettivo di creare «il primo grande gioco di strategia per console», cercando di trovare un compromesso tra la necessità di rendere coinvolgere un videogame di strategia e non costringere il giocatore a perdersi in una miriade di comandi difficili da memorizzare.
Una volta che gli sviluppatori si dissero soddisfatti dei controlli, presentarono il loro progetto a Microsoft, che suggerì di convertirlo in un gioco della serie di Halo. Stando a quanto poi si apprese, la Bungie non fu felice di questo sviluppo, tanto che il fondatore dell'Ensemble, Tony Goodman, dichiarò in un'intervista del 2012 che l'azienda creatrice di Halo, in maniera caustica, aveva giudicato tale mossa «una prostituzione del nostro franchise».
Sebbene la Ensemble dovette ricreare tutte le risorse della Bungie da zero, quest'ultima aveva prodotto una grande quantità di materiale idonea all'adattamento cinematografico di Halo che il team di Halo Wars usò come ispirazione. Un altro punto di riferimento fu lo stile degli sparatutto in prima persona tipici della serie; tuttavia, poiché si trattava di un gioco di strategia e in Halo Wars la visuale è dall'alto, il team ha cercato di aggiungere la possibilità di zoomare e di curare con grande attenzione le forme dei personaggi al fine di rendere "meno lontane" è più riconoscibili le unità. Il lead designer Graeme Devine fece notare che la Jeep Warthog «salta tre volte più in alto di Halo, va quattro volte più veloce e vi sono anche altre incongruenze, ma ad ogni modo la somiglianza si avverte. Le differenze si sostanziano in aspetto e precisione». Per garantire la continuità artistica tra Halo Wars e i precedenti giochi della serie, Ensemble ha creato un insieme di linee guida che i loro artisti avrebbero dovuto seguire; per esempio, così come si dovevano curare le forme della varie razze aliene dei Covenant, i Precursori e l'UNSC dovevano riprendere le fattezze futuristiche tipiche dei primi videogiochi. Alle strutture e alle unità dell'UNSC si preferirono dei colori verdi, con riflessi speculari dorati. Per i Covenant si preferì adottare un motivo a nido d'ape ripetuto, con piccole luci blu su un colore di base viola.
Devine ha descritto in siffatta maniera la sfida di sviluppare Halo Wars: «si tratta di convincere i fan di Halo a muoversi in un gioco di strategia in tempo reale e spronare i fan di giochi strategia in tempo reale ad interessarsi al mondo di Halo». Pace ha continuato sostenendo: «I fan della serie [sparatutto in prima persona] hanno aspettative molto alte sull'aspetto, sull'immedesimazione e sul gameplay di un gioco di Halo. Quest'ultimo è interamente incentrato su azioni eroiche finalizzate a salvare l'umanità, battaglie su vasta scala combattute in tutta la galassia, lotte intense, scariche di adrenalina e batticuori». Poiché questi temi erano considerati fondamentali per l'esperienza di Halo, Ensemble cercò di replicarli per Halo Wars. Durante i primi test di gioco, gli sviluppatori si preoccuparono di rivolgersi ad alcuni fan del franchise: i loro suggerimenti portarono allo sviluppo di abilità speciali, che, secondo Devine, hanno migliorato l'atmosfera di Halo. La Ensemble inizialmente pensava di rendere i Flood una razza giocabile, ma quest'ipotesi non andò oltre lo stato embrionale. Secondo Devine, il tentativo era quello di rendere i Flood simili agli Zerg di StarCraft, al fine di mantenere un equilibrio con l'UNSC e i Covenant. Tuttavia, optare per una simile scelta non avrebbe consentito ai Flood di preservare la loro aura di «creature più spaventosa della galassia».

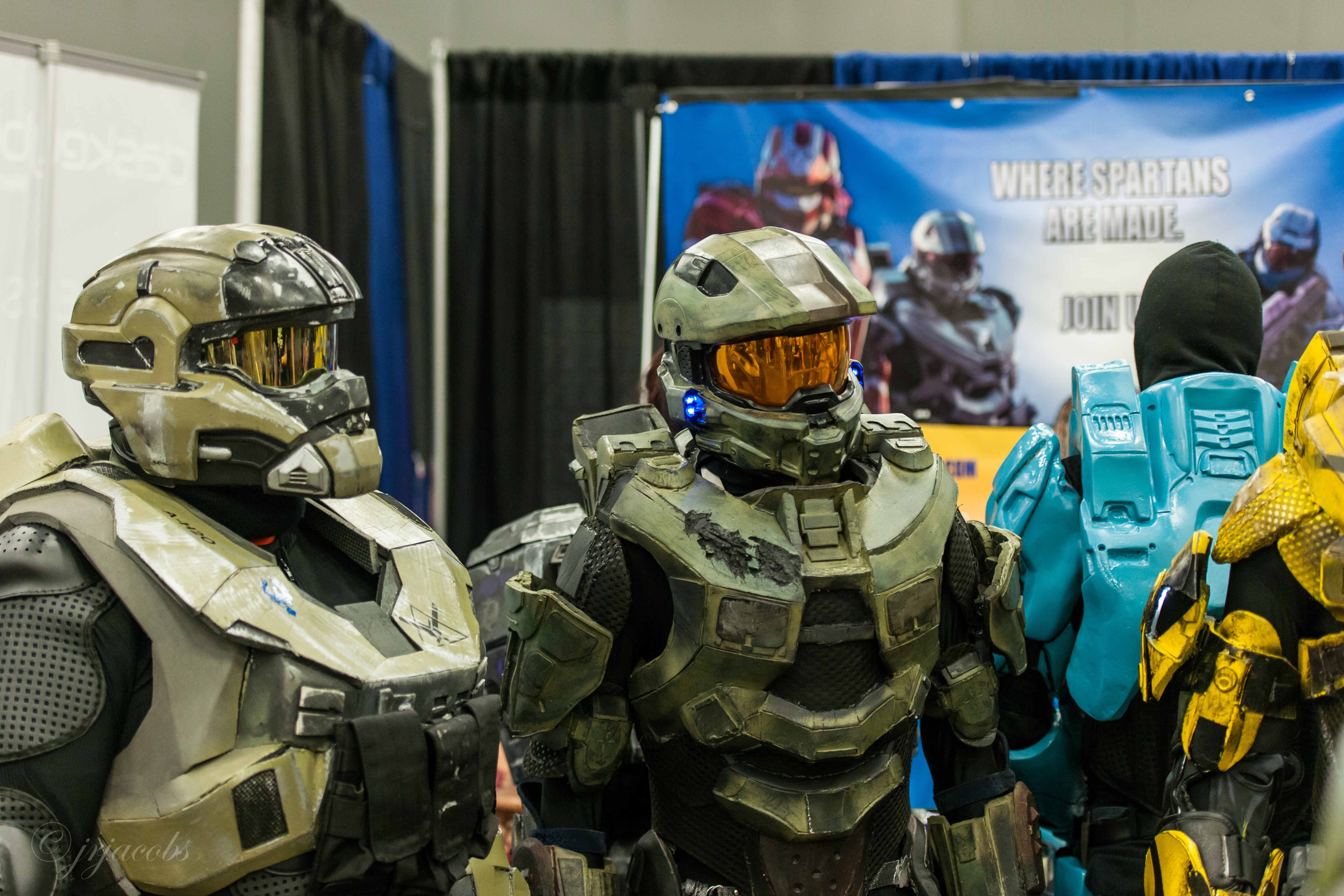
Cosplay di Spartan all'evento RTX del 2013

A causa del grande impatto e dell'inequivocabile risonanza assunta da Master Chief nei capitoli precedenti, si è profuso uno sforzo significativo per le unità Spartan. Il lead designer Dave Pottinger sostenne che il team di progettazione «ha sin da subito accettato il fatto che gli Spartan avrebbero dovuto essere l'unità più apprezzata del gioco. Qualora ciò non fosse accaduto, le aspettative dei fan di Halo non sarebbero risultate soddisfatte». Al fine di rendere gli Spartan le «unità topiche» nel gameplay, il team ha conferito loro quella che considerava una delle abilità più interessanti presenti nei capitoli precedenti: la facoltà di dirottare i veicoli nemici. Gli sviluppatori speravano che i giocatori si affezionassero ai singoli Spartan nella campagna, assegnando per tale motivo a ciascuno un nome; soltanto le unità per le schermaglie non ne hanno uno proprio. Le linee del personaggio degli Spartan avevano lo scopo di enfatizzare la loro relativa inesperienza e l'ambientazione del gioco, che si svolge due decenni in anticipo rispetto agli eventi della trilogia principale. Devine ha commentato a proposito dell'aspetto degli Spartan:
La Ensemble ampliò l'universo di Halo durante lo sviluppo del gioco, al fine di creare un numero sufficiente di unità per offrire ai giocatori delle opzioni strategiche. Per i Covenant, tra le nuove unità si pensò al Gorgon, un mecha bipede che usava armi chiamate aghi per distruggere velivoli leggeri. Tuttavia, l'azienda in seguito si rese conto che tale unità avrebbe violato una delle regole che si era auto-imposta: «tutto ciò che cammina con due gambe» è compreso nella fanteria. Al suo posto, il team ha inserito un nuovo velivolo chiamato Vampire. L'UNSC, nel frattempo, non disponeva di un'unità da mischia che corrispondesse alla potenza corpo a corpo degli alieni. La Ensemble considerò l'utilizzo delle armature Spartan Mark I originali e meno avanzate, in linea con la tradizione di Halo, ma una volta aggiunte queste unità apparivano indistinguibili dall'aspetto degli Spartan a cui i fan del franchise si erano abituati. Pertanto si decise di virare verso un'unità pesante e meccanizzata chiamata Cyclops, un nome che richiamava un'unità di Age of Mythology.
I vincoli dovuti alle tempistiche impedirono a molti elementi di apparire nella versione finale del prodotto. Una di queste caratteristiche mancanti riguardava un meccanismo dalla grande forza con il quale i leader Spartan o Covenant potevano infliggere ingenti danni a grandi gruppi di unità. Pottinger affermò che le animazioni, sebbene interessanti, non si adattavano al frenetico combattimento di Halo Wars e scombinavano gli equilibri faticosamente costruiti. Gli altri elementi basati sulla narrativa di Halo, tenuti inevitabilmente in considerazione al momento dello sviluppo, non funzionavano in un gioco di strategia. Sebbene più di 100 persone abbiano lavorato al progetto, costato decine di milioni di dollari, una campagna Covenant non è mai stata realizzata a causa della mancanza di manodopera e di carenze del budget.

### Annuncio

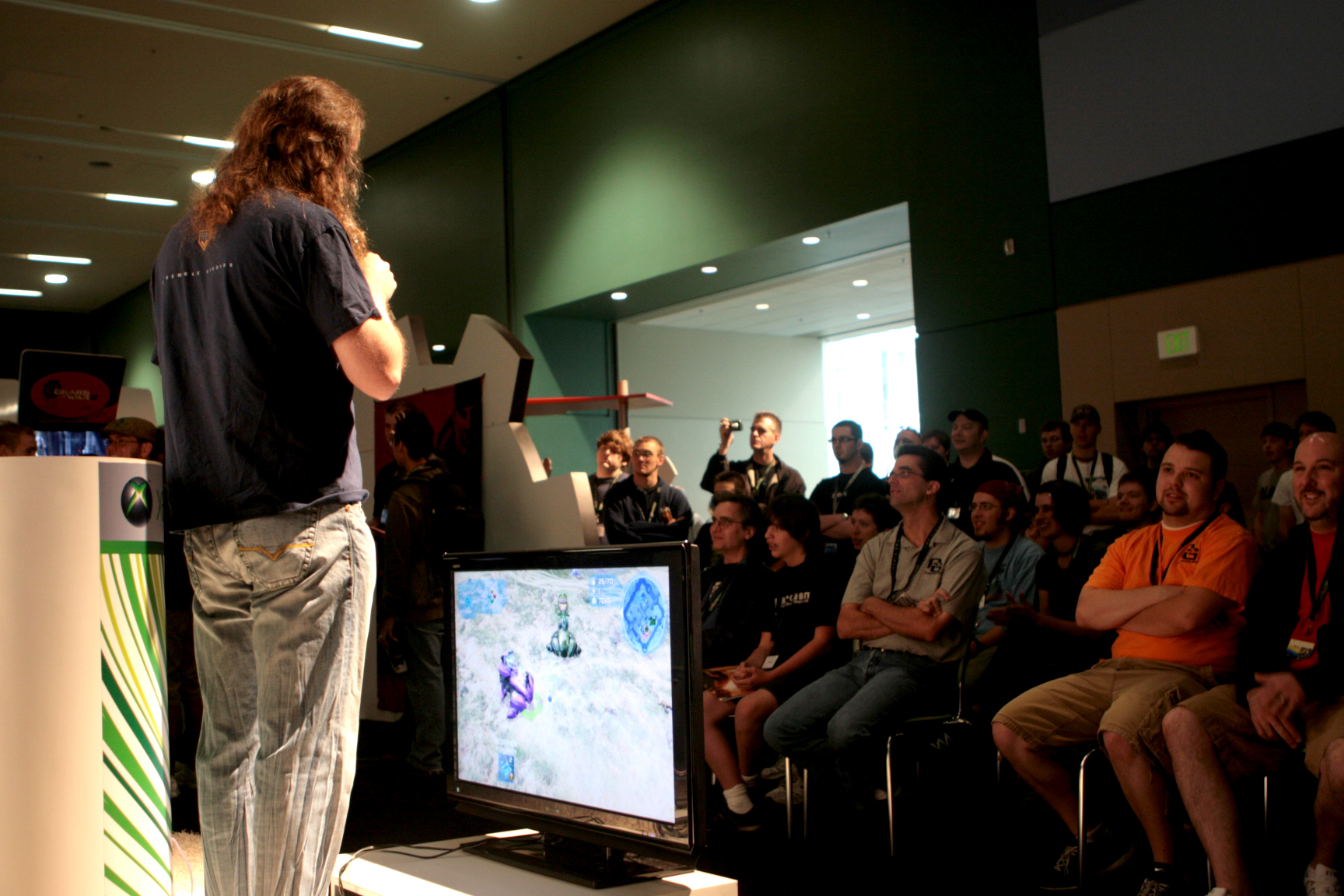
Il disegnatore e programmatore Graeme Devine mostra al pubblico Halo Wars al Penny Arcade Expo del 2008

Halo Wars fu annunciato ufficialmente il 27 settembre 2006 durante l'incontro con i media della Microsoft all'X06, con un primo trailer creato da Blur Studio. Il filmato mostrava un gruppo di veicoli Warthog impegnati alla ricerca di soldati scomparsi. Gli Élite, una delle razze dei Covenant, tendevano un'imboscata alla pattuglia dando vita a una battaglia che coinvolgeva veicoli e fanteria delle due fazioni. Il trailer si concludeva con l'arrivo dei rinforzi umani costituiti dagli Spartan. GameSpy annoverò il trailer tra i 25 migliori momenti cinematografici dei videogiochi, in quanto mostrava «il mondo di Halo su una scala molto più ampia».
Halo Wars fu presentato anche all'Electronic Entertainment Expo (E3) nel 2007 e nel 2008. Devine anticipò della colonna sonora di un video mostrato all'E3 2007, reso successivamente disponibile sul marketplace di Xbox Live. Questo video descriveva i controlli del gioco, l'interfaccia utente, i veicoli, le armi speciali e le nuove unità. Esso mostrava altresì una base UNSC composta da una base aerea, un deposito di veicoli, un silo missilistico e altri edifici. IGN, Next Generation e PC World indicarono Halo Wars come una delle proiezioni più attese dell'E3.
Il 10 settembre 2008, Ensemble Studios annunciò che avrebbe chiuso dopo il completamento di Halo Wars. Il fondatore della compagna Tony Goodman e altri dipendenti annunciarono comunque la formazione di un nuovo studio, la Robot Entertainment, poco prima dell'uscita del gioco; un altro gruppo di ex dipendenti diede invece vita alla Bonfire Studios. La Robot annunciò che, durante lo sviluppo di nuove proprietà intellettuali, avrebbe supportato Halo Wars e Age of Empires attraverso una partnership con Microsoft Game Studios.

## Colonna sonora
La colonna sonora di Halo Wars andò curata da Stephen Rippy, il compositore di tutti i giochi di Age of Empires. Rippy voleva scrivere nuovo materiale mantenendo un filo rosso con alcune delle iconiche melodie composte nella trilogia di Halo da Martin O'Donnell e da Michael Salvatori. La consultazione con O'Donnell e Salvatori terminò prima che Rippy fosse coinvolto nel progetto, ma il compositore inviò un compact disc del suo lavoro a O'Donnell a metà attraverso il processo di scrittura. Prima di iniziare a lavorare su Halo Wars, Rippy ascoltò le precedenti colonne sonore di Halo e ricercò del materiale utile nei progetti della Ensemble scartati. A tal proposito, Rippy disse in un'intervista: «Non mi faccio problemi né a catalogare quanto scartato né a trarre ispirazione dal materiale altrui. A volte non sai cosa hai a disposizione finché non ne hai davvero, davvero bisogno». Rippy e Kevin McMullan, responsabile audio, esaminarono le tracce di O'Donnell per individuare dei passaggi da riutilizzare in Halo Wars. Rinunciando al suo solito metodo di scrittura delle melodie prima di determinare quello di produzione del suono, Rippy elaborò delle melodie attorno a dei giri musicali realizzati dal sintetizzatore o loop di batteria. Egli riteneva che la colonna sonora fantascientifica rappresentasse un cambio di passo rispetto al suo lavoro precedente, che era stato pensato per ambientazioni storiche.
Rippy cominciò a scrivere musica per il gioco nell'aprile del 2007. Sempre Rippy dichiarò: «Alcuni dei punti della trama di Halo Wars ruotano attorno alla scoperta, motivo per cui mi sono concentrato sull'obiettivo di trasmettere quella sensazione di: "Nessuno l'ha mai visto prima"». Le prime due tracce combinavano elementi riproposti da progetti passati con i suoi sforzi di rievocare dei suoni dal mondo di Halo. "Flollo", una delle tracce del soundtrack in esame, conteneva spunti musicali sperimentati da Rippy nel suo ultimo progetto, Age of Empires III: The WarChiefs. "Bad Here Day" fu il primo pezzo in cui provò a inglobare «i suoni di Halo». Rippy ritenne importante evitare di riprendere troppi vecchi temi, in quanto temeva che il gioco non avrebbe assunto una propria identità; tuttavia, voleva continuare a incorporare coro e pianoforte, elementi credeva di essere parte integrante del suono dei precedenti videogame di Halo. In armonia con la tradizione della Ensemble Studios, le tracce traggono spesso il nome da espressioni particolari e giochi di parole, piuttosto che fare riferimento a missioni o altri elementi della storia.
Entro la fine del 2007, Rippy aveva completato tutta la musica del gioco, inclusi i titoli di coda, i temi da riprodurre durante le battaglie e le tracce del mondo ambientale. Nella modalità schermaglia del gioco, la musica riflette il contesto piuttosto che le fazioni in guerra. Per assicurarsi che il tono della musica cambiasse a seconda dell'ambiente, il compositore decise di darsi delle regole: ad esempio, in scene volte a introdurre un nuovo ambiente non si ascolta mai il suono di un pianoforte ma esclusivamente (o quasi) quello delle chitarre. Per ricucire musicalmente ogni sequenza, Rippy aggiunse un breve pezzo introduttivo contenente degli elementi comuni. In contrasto con la modalità schermaglia, la modalità campagna accorpa diverse melodie ricorrenti per ogni personaggio principale e per l'astronave umana Spirit of Fire. Il periodo di lavoro più intenso dell'autore concise con il gennaio del 2008, quando si interessò alla scrittura della musica per i filmati di gioco; in quel preciso momento, egli era al lavoro della colonna sonora da nove mesi. I lavori poterono dirsi conclusi entro febbraio 2008, e, dopo tre mesi, tutte le tracce erano pronte per essere registrate.
Sebbene le precedenti registrazioni dal vivo dei brani della serie Halo fossero state eseguite dalla Northwest Sinfonia a Seattle, negli USA, Rippy si rivolse alla FILMharmonic Orchestra di Praga, in Repubblica Ceca, per la colonna sonora di Halo Wars. Una simile scelta si doveva per motivi personali: il compositore era stato a Praga per assistere alle sessioni di registrazione di Age of Empires III: The Asian Dynasties e amava sia la città che i lavori realizzati dall'orchestra. Il minor costo delle spese di registrazione nell'Europa orientale rappresentò un ulteriore sprone a recarsi oltreoceano. Le sessioni di registrazione dal 10 al 15 marzo coinvolsero 24 cantanti e 45 strumentisti, mentre le parti che speravano al coro e agli archi furono solo successivamente sovraincise per ampliare la potenza del suono. In tutto, nella capitale ceca si registrarono tra i 65 e i 75 minuti del soundtrack di Halo Wars. Gli ultimi ritocchi e la produzione vennero effettuati svolti a Seattle, con O'Donnell che partecipò personalmente a una delle sessioni di missaggio.
Rippy utilizzò il software pipeline Audiokinetic Wwise per creare della musica dinamica che cambiasse durante le varie fasi di azione e quiete del gioco. Sebbene Rippy abbia sfruttato gli strumenti di Wwise solo per la musica dinamica, questi resero la configurazione del sistema audio molto più semplice rispetto ai precedenti giochi della Ensemble. Per ogni sequenza di battaglia, si optò per una frammentazione del segnale musicale in diverse sezioni, al fine di concentrarlo meglio in ogni singolo blocco. Rippy spiegò a tal proposito: «Al momento dell'attivazione di un segnale, il gioco è in grado di comprendere che bisogna riprodurre dapprima un'introduzione e poi una delle sequenze disponibili, la quale viene selezionata in maniera casuale per quello specifico scenario fino a quando la battaglia non si esaurisce. Una volta terminata la fase frenetica, viene riprodotta una breve sequenza finale a cui seguono brani più "soft" [...] Ho trovato particolarmente intrigante questo modus operandi, ragion per cui vorrei sfruttarlo come opportunità per il futuro».
Quattro delle tracce di Halo Wars sono state incluse come anteprima in un DVD bonus venduto in unione con "Halo Trilogy - The Complete Original Soundtracks", una compilation del dicembre 2008 che includeva le precedenti colonne sonore di Halo. Le tracce sono state mixate in Dolby Digital 5.1 e confezionate con il video delle sessioni di registrazione e il trailer di "Five Long Years". La colonna sonora andò pubblicata il 17 febbraio sotto forma di compact disc autonomo e come download digitale. AOL Radio ottenne i diritti esclusivi per l'anteprima anticipata della colonna sonora, riproducendo un nuovo brano all'inizio di ogni ora.

## Distribuzione

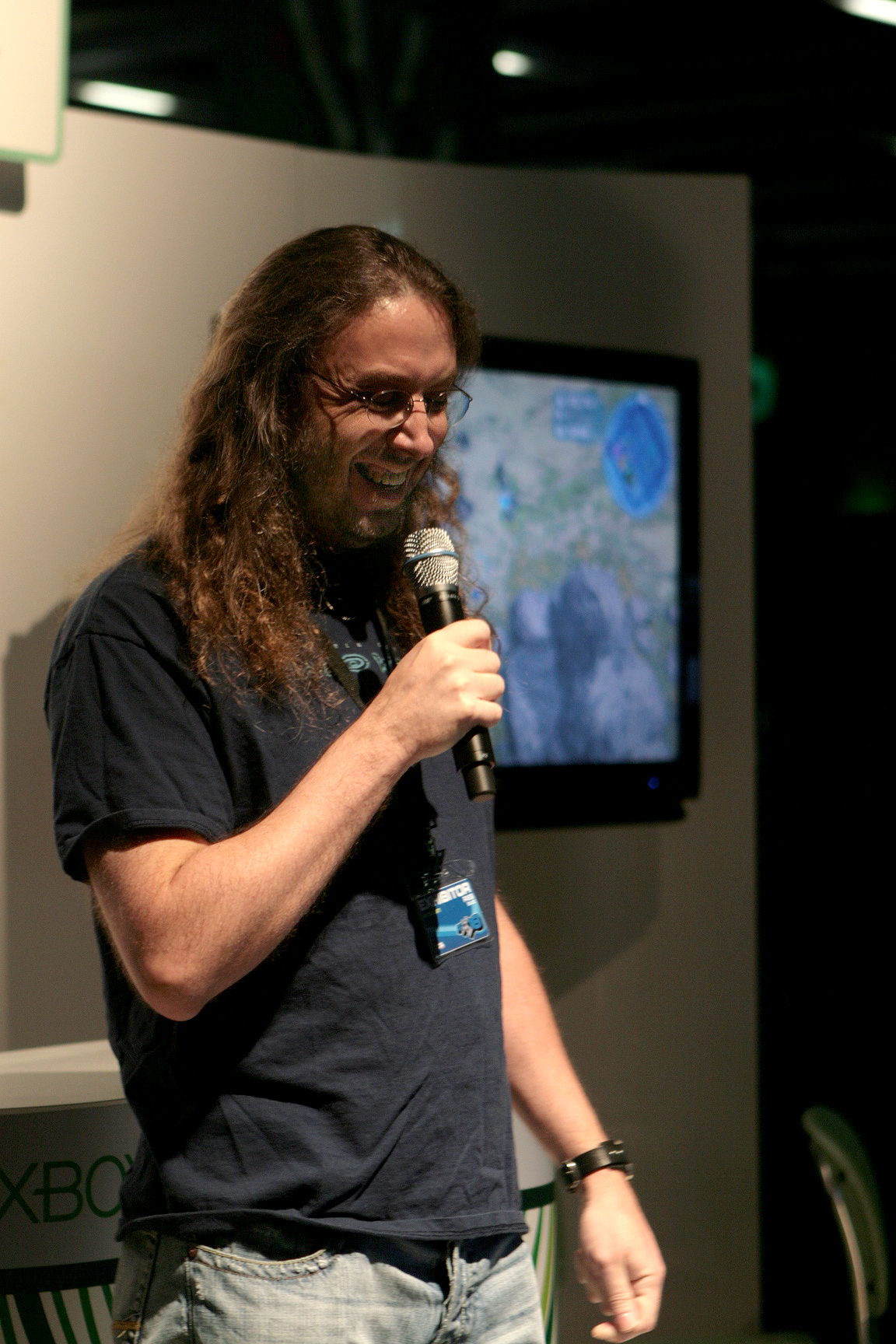
Un ulteriore scatto di Graeme Devine al Penny Arcade Expo del 2008

La prima volta in cui si fece riferimento a una demo che sarebbe stata giocabile prima dell'uscita di Halo Wars risale al numero di ottobre 2007 di Official Xbox Magazine. La possibilità di effettuare il download fu comunque resa disponibile soltanto dopo diverso tempo, ovvero il 5 febbraio 2009; i codici di riscatto per l'accesso anticipato vennero forniti a partire dal 29 gennaio. Secondo la Microsoft, la demo del gioco fece registrare oltre 2 milioni di utenti abbonati al servizio Gold di Xbox Live nei primi cinque giorni e si toccò il record per la maggior parte dei download della demo.
Oltre alla versione standard, è stata resa disponibile un'edizione limitata di Halo Wars con dei contenuti esclusivi. Inoltre, per attirare gli appassionati di Halo 3, Microsoft fornì in bundle l'accesso anticipato al pacchetto mappe Mythic, una raccolta di tre mappe multiplayer di Halo 3, con l'edizione summenzionata. Vide in questo frangente la luce anche il romanzo a fumetti intitolato Halo Wars: Genesis, dotato di una copertina rigida e lungo circa 50 pagine. Creato da Phil Noto e Graeme Devine come disegnatori ed Eric Nylund come autore, la storia approfondisce le motivazioni che intercorrono nella guerra fra Covenant e umani che sfocerà negli eventi di Halo Wars prima e nella saga di Halo poi. Altri contenuti extra includono un veicolo di gioco unico, delle carte collezionabili e una patch denominata Spirit of Fire. I giocatori che avevano preordinato il gioco da alcuni rivenditori autorizzati ricevevano altresì uno speciale veicolo Warthog in gioco con decalcomanie fiammeggianti. GameStop annunciò che il 28 febbraio 2009 un migliaio di attività commerciali con sede negli Stati Uniti avrebbero tenuto tornei di Halo Wars, mentre duemila negozi GameStop avrebbero distribuito il gioco a partire dalla mezzanotte. In Europa si scelse di rendere disponibile un bundle intitolato "Il meglio di Halo" che conteneva Halo Wars, Halo 3 e una Xbox 360.
Al momento dell'uscita, Halo Wars raggiunse il secondo posto nelle classifiche delle vendite settimanali del Regno Unito, piazzandosi immediatamente alle spalle di Killzone 2. Halo Wars raggiunse solo il 16,7% delle vendite della prima settimana di Halo 3, ma surclassò di tre volte le vendite di Command & Conquer 3: Tiberium Wars, elevandosi così a gioco di strategia per console più acquistato. La settimana successiva, le vendite di Halo Wars raggiunsero il quinto posto in termini di copie vendute. In Australia, le vendite settimanali di Halo Wars superarono ogni altro rivale, incluso Killzone 2. Entro il 12 marzo, l'edizione limitata e la versione standard si attestarono rispettivamente al secondo e terzo posto nelle classifiche di vendita di Xbox 360 negli Stati Uniti, raggiungendo quasi Call of Duty: World at War. Gamasutra attribuì l'ulteriore aumento delle vendite di Halo 3 all'uscita di Halo Wars; il primo è stato quarto negli Stati Uniti e secondo in Australia nelle vendite di giochi per Xbox 360, facendo di nuovo capolino nell'elenco dei 20 migliori videogiochi per console degli Stati Uniti per febbraio.
Prima dell'uscita del gioco, l'analista ed esperto del settore Michael Pachter stimava che Halo Wars avrebbe venduto 2 milioni di unità. Il 19 marzo 2009 Microsoft annunciò che il gioco aveva raggiunto la cifra di un milione di copie cedute e che i giocatori avevano trascorso 118 anni in totale in partite di schermaglia online. Secondo i dati di vendita di marzo calcolati da NPD Group, una compagnia esperta in analisi di mercato, Halo Wars registrò 639.000 copie cedute negli Stati Uniti fino al mese di marzo, diventando il terzo gioco più venduto sul mercato.

### Contenuto scaricabile
Dopo la chiusura di Ensemble, la Robot Entertainment annunciò che stava sviluppando dei contenuti scaricabili per Halo Wars. Pottinger descrisse tale supporto alla stregua di un continuo piuttosto che definirlo un progetto isolato, paragonandolo pertanto a quello delle mappe rese disponibili su Halo 3 qualche tempo dopo il lancio. Inoltre, affermò che la Robot si sarebbe preoccupata di ovviare a problemi di bilanciamento, correzioni di bug e altri accorgimenti minori.
Il primo pacchetto DLC, intitolato "Opzioni strategiche" (Strategic Options), aggiungeva tre nuove modalità multiplayer, di cui la prima simile al famoso cattura la bandiera: in essa, i giocatori cercano di catturare e trattenere un'unità dei Precursori che vola in giro per la mappa. In "Tiro alla fune" i giocatori guadagnano invece punti schierando eserciti numerosi e distruggendo le unità nemiche. Infine, nella modalità "Rinforzi", i giocatori ricevono appunto le unità come rinforzi dopo un periodo di tempo prestabilito anziché addestrarle nelle basi come nelle normali modalità. La quantità di risorse e reattori disponibili determina quali tipi di unità vengono schierate e i potenziamenti che si possono ottenere. "Opzioni strategiche" è uscito il 19 maggio 2009, dopo l'emissione di una patch che aveva risolto alcuni bug di software e di equilibrio. L'aggiornamento ricevette varie critiche per le sue dimensioni ridotte (2 MB) in confronto all'elevato prezzo (800 Microsoft Points). Pottinger rispose sui forum di Halo Wars che le modalità di gioco occupavano così poco spazio «perché a cambiare sono solo le regole. Vi sono alcuni nuovi contenuti, ma ovviamente è un tipo di aggiunta diverso rispetto a quello rappresentato da mappe aggiuntive». La Robot pubblicò un secondo pacchetto DLC, intitolato "Battaglia storica" (Historic battles), il 21 luglio 2009. All'interno contiene quattro mappe aggiuntive e quattro nuovi obiettivi da sbloccare nel gioco.

## Riedizioni
Nel giugno 2016, Microsoft annunciò l'uscita della Halo Wars: Definitive Edition, una versione migliorata del gioco disponibile su Windows e Xbox One. Lo sviluppo della Definitive Edition venne curato dalla Behaviour Interactive. L'uscita del prodotto avvenne il 20 dicembre 2016 come parte della versione Ultimate Edition di Halo Wars 2.

## Accoglienza
| Testata                      | Versione  | Giudizio                             |
| ---------------------------- | --------- | ------------------------------------ |
| Metacritic                   | X360 XONE | 82/100 81/100                        |
| 1UP.com                      | X360      | B                                    |
| CVG                          | -         | 7.9/10                               |
| Eurogamer                    | -         | 8.0/10                               |
| GI                           | -         | 9.0/10                               |
| GameSpot                     | -         | 6.5/10                               |
| GameSpy                      | -         | [ 81 ]                               |
| IGN                          | -         | 8.4/10 (USA) 9.0/10 (AU) 8.2/10 (UK) |
| Official Xbox Magazine (USA) | -         | 9.0/10 (UK)                          |
| X-Play                       | -         | [ 86 ]                               |

Halo Wars ha ottenuto recensioni generalmente positive. Il gioco ha una media di 82/100 sul sito web aggregato Metacritic. I critici erano divisi sul fatto che Halo Wars fosse una traduzione di successo del genere RTS su Xbox. Allen Rausch di GameSpy ha affermato che, poiché Halo: Combat Evolved aveva mostrato che gli sparatutto in prima persona potevano operare su console, anche di Halo Wars si è potuto dire che «un RTS [...] su console [...] funziona». Tom Price di TeamXbox ha sostenuto che i giocatori stavano aspettando da molto tempo un videogioco di strategia in tempo reale «fatto bene» e Halo Wars vi è riuscita. I recensori dell'Official Xbox Magazine hanno dato credito a Ensemble per aver creato un gioco di strategia che «assolutamente calzava sulla console», piuttosto che un «progetto mal riuscito» di un gioco per PC con controlli goffi. Thierry Nguyen di 1UP non si è sbilanciato sul fatto che ci si trovasse davanti a un buon videogame di strategia o a un titolo Halo, ma lo ha comunque definito un «solido inizio verso quello che potrebbe essere un ottimo RTS per console». Scott Steinberg di Digital Trends ha fatto notare che, malgrado le imperfezioni, Halo Wars ha fornito una solida argomentazione per la fattibilità dei videogiochi di strategia su console: «C'è certamente il potenziale per far sì che i detrattori del PC riconsiderino seriamente l'idea di munirsi di un controller». Assai freddo è stato il giudizio di Peter Hartlaub per conto del San Francisco Chronicle, il quale ha commentato così il prodotto: «un gioco di strategia in tempo reale istruttivo per i pivelli» e ha sentenziato che il gioco ha offerto relativamente poca innovazione rispetto ad altri titoli della saga.
Nel complesso, i revisori non hanno avanzato troppe critiche con riferimento ai controlli di Halo Wars. I critici che erano giocatori RTS meno esperti, come Darren Zenko di Toronto Star, hanno apprezzato tale esperienza semplificata, funzionale a consentire un migliore accesso a un mondo non familiare. Al contrario, critici come Luke Anderson di GameSpot hanno sottolineato come il gioco mancava della profondità necessaria per attirare giocatori RTS più avvezzi al genere. Alcuni critici erano frustrati dalla mancanza di funzionalità di controllo, in particolare la possibilità di creare e gestire gruppi di unità, la mancanza di tasti di scelta rapida, l'impossibilità di impostare punti di raccolta per diverse unità, e la necessità di fare ritorno alla base per regolare la produzione. Nguyen ha riferito che «le operazioni più complicate [...] sono ancor più ardue del normale da realizzare». Brett Molina di USA Today ha sottolineato come gli esperti avrebbero trovato l'azione eccessivamente semplificata, ma che il prodotto «resta una scelta eccellente per i fan dell'universo di Halo e per i giocatori non avvezzi alla strategia in tempo reale». I recensori per conto di GameSpy, G4tv e Eurogamer hanno ritenuto che i controlli abbiano funzionato a dovere proprio perché gli sviluppatori si sono concentrati su un progetto semplicistico; a titolo di esempio, limitando la costruzione della base ad aree predefinite assicurava ai giocatori la possibilità di non perdersi nella mappa, specie alle prime esperienze.
I timori che le fazioni presentassero dei disavanzi sono stati ritenuti scongiurati dalla critica. Kieron Gillen di Eurogamer ha trovato più difficili da gestire i Covenant, soprattutto perché la campagna fungeva da tutorial per l'UNSC, ma non era disponibile un percorso simile per i Covenant. Malgrado ciò, la circostanza che i due schieramenti fossero «totalmente imparagonabili» ha a suo parere offerto una migliore sfida per gli acquirenti. Vari critici, incluso Nick Cowen del Daily Telegraph, si sono rivelati delusi per l'impossibilità di selezionare come fazione i Flood; al contrario, Ryan Geddes di IGN non ha apprezzato la maniera in cui essi sono stati trasposti in Halo Wars e ha gradito la loro indisponibilità nelle mani del giocatore nelle schermaglie. Will Porter di IGN UK ha applaudito la scelta della morra cinese, ma ha biasimato la mancata chiarezza su quali unità battano le altre, con il risultato che i giocatori sono costretti a dover imparare tramite tentativi ed errori, un problema accresciuto quando si gioca impersonando i Covenant.

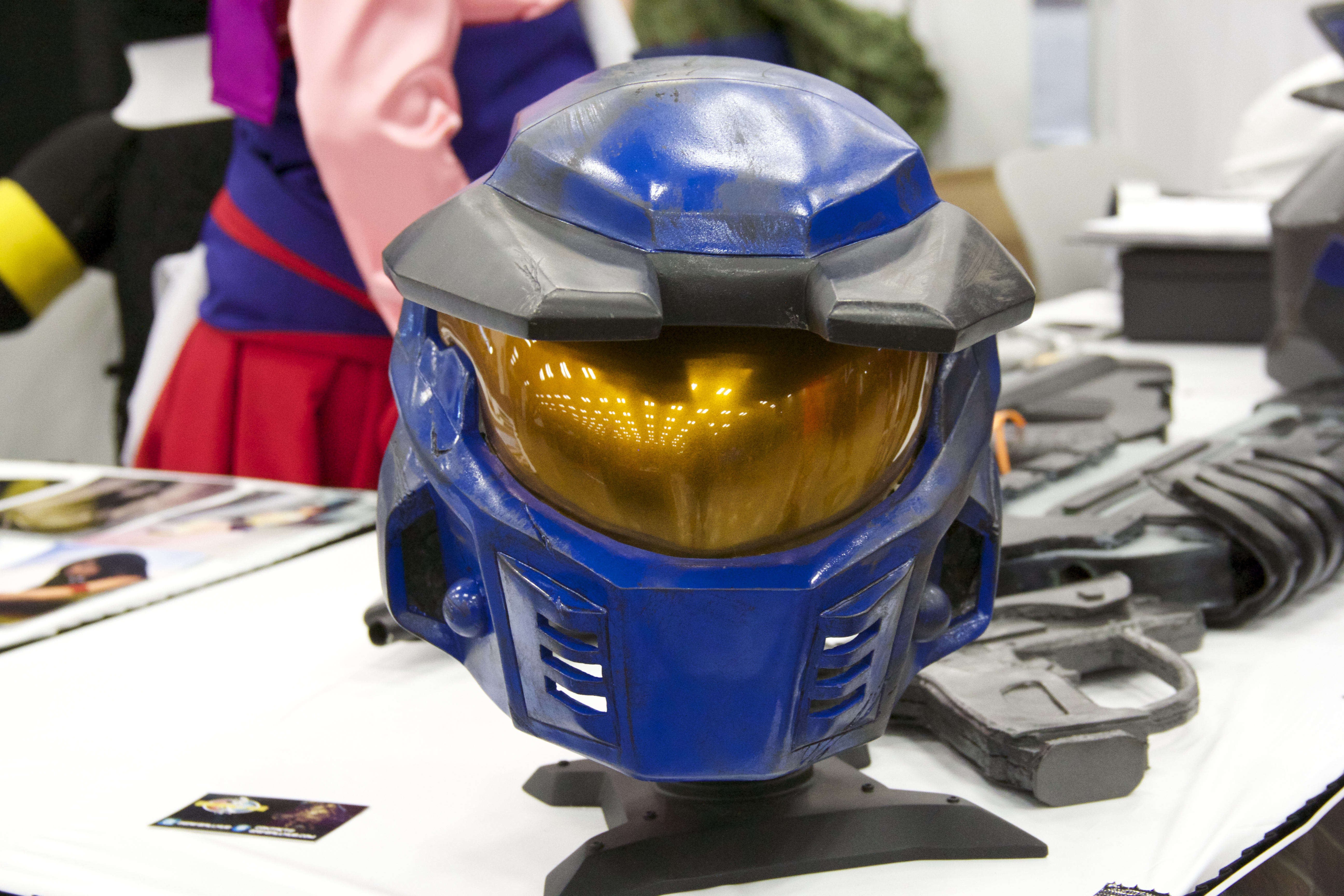
Una replica di colore blu del casco indossato dagli Spartan in Halo Wars e da Master Chief in Halo: Combat Evolved. RTX 2014

La trama del gioco è stata ben accolta, con la critica che ha elogiato sia i filmati del gioco sia il doppiaggio. Pur avendo comunque Geddes gradito la storia, non l'ha considerata alla pari di quella dei capitoli della stessa saga compiuti dalla Bungie, avendo pure descritto la maggior parte dei personaggi quali «stereotipati e alquanto sgradevoli». I giudizi meno favorevoli hanno posto la lente d'ingrandimento sulla scarsa lunghezza della campagna, la quale consta di 15 missioni, un numero basso per un gioco di strategia; Nate Ralph di Wired ha dichiarato di aver completato ciascuno di essi in meno di 40 minuti. Jon Wilcox di Total Video Games ha parlato di «corsi e ricorsi» nel gameplay, con «capitoli lunghi tagliati e capitoli più brevi e incisivi o missioni basate sul tempo, che tutti insieme hanno generato un'esperienza sorprendentemente avvincente». Wilcox ha affermato che l'aggiunta di medaglie basate sulle prestazioni hanno conferito maggiore longevità alla campagna. Tom Price ha sostenuto che, sebbene la storia e la struttura delle missioni del gioco fossero abbastanza classiche, i livelli considerati quasi «di routine» in altri giochi RTS sembravano più convincenti in Halo Wars. Recensori come Geddes, Wilcox e Patrick Kolan di IGN UK hanno insistito sul fatto che la mancanza di una campagna Covenant ha rappresentato una sfortunata omissione.
Le pubblicazioni hanno valutato bene il multiplayer messo a disposizione dal gioco. Wilcox ha osservato che, sebbene tale modalità «non abbia aggiunto [nulla] di nuovo [ai giochi RTS], perlomeno è un'esperienza gradevole che espande la longevità di Halo Wars». Adam Biessener di Game Informer ha osservato che il gameplay di Halo Wars era più apprezzabile contro avversari reali, poiché gli "espedienti" della campagna e la scarsa intelligenza artificiale non costituivano un problema. Altri opinionisti hanno trovato da ridire sulla "limitata" varietà di modalità di gioco.
Il grosso dei critici ha concordato sul fatto che la Ensemble avesse ricreato con accuratezza l'estetica dell'universo di Halo. Gillen ha detto che la conoscenza di tale saga ha potuto rendere più agevole un'immersione nel mondo di Halo Wars, permettendo di immaginare le azioni eseguibili dalle varie unità: «Non è solo il brivido da nerd di vedere uno Scarab in azione, è che già capisci cosa scatena uno Scarab sul campo di battaglia (guai). Sappiamo quali personaggi sono più efficaci contro i carri armati e quali sono probabilmente i migliori nei veicoli speciali». Secondo Nguyen, sebbene le unità principali si amalgamino bene, l'inclusione di unità concepite da Ensemble ha conferito a Halo Wars la sensazione di un titolo di fantascienza generico. Pur esprimendosi in toni misti, Anderson ha affermato che le unità dall'aspetto noto ai fan e le ambientazioni hanno avuto un discreto impatto nel tentativo di integrare il gioco con il resto della serie. Wilcox ha così commentato l'interfaccia del menù ispirata ad Halo e la colonna sonora di Rippy: «Ancor prima che la campagna avesse inizio, il messaggio trasmesso appare chiaro: siamo davanti a un gioco Halo». Nel complesso, Halo Wars, ultimo lavoro della Ensemble, è stato giudicato un'opera godibile.

## Sequel
Il 4 agosto 2015, durante la conferenza tenuta da Microsoft alla Gamescom di Colonia, la vice-presidente di Microsoft Game Studios, Bonnie Ross, ha annunciato l'uscita di Halo Wars 2 previsto per l'inizio del 2017. Il titolo è stato sviluppato da The Creative Assembly e pubblicato da Microsoft Game Studios per Xbox One e Windows 10.